# Paseky (Píseki járás)
Paseky település Csehországban, Píseki járásban. Paseky Žďár, Tálín, Kluky, Písek, Albrechtice nad Vltavou és Všemyslice településekkel határos. Lakosainak száma 194 fő (2024. január 1.).

## Népesség
A település lakosságának változását az alábbi diagram mutatja:
| Lakosok száma | 675  | 672  | 615  | 371  | 222  | 139  | 173  | 180  | 177  | 194  |
|               | 1869 | 1890 | 1921 | 1950 | 1980 | 2001 | 2017 | 2019 | 2022 | 2024 |